# Carne de pasăre

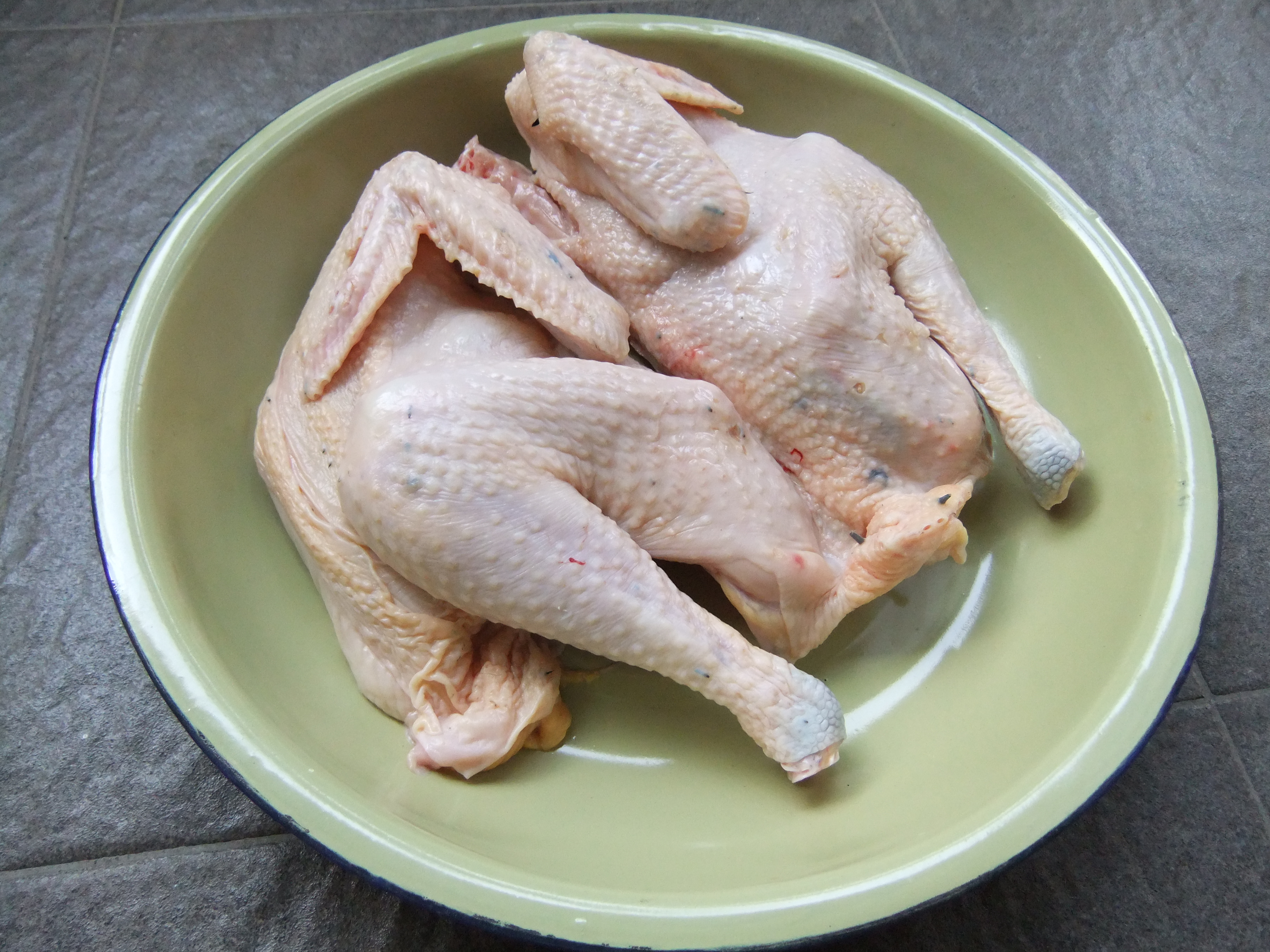
Carne de pui

Carnea de pasăre este un tip de carne care provine de la păsări de curte. Conține cantități mari de proteine și cantități mici de grăsimi (în special carnea din piept de pui și de curcan). În comparație cu carnea de porc și vită⁠(d), are o valoare nutrițională și alimentară mai mare.

## Principalele avantaje
- o mulțime de proteine de înaltă calitate care sunt ușor absorbite de organism [1]
- cu conținut scăzut de grăsimi, deci valoare energetică scăzută
- cea mai mare parte a grăsimilor se află sub piele, ceea ce face mai ușor de separat
- o mulțime de acizi grași nesaturați
- punct de topire scăzut al grăsimii
- mult zinc, magneziu, potasiu și vitamine B, care determină un aport mai mare de energie din alimente și întărește sistemul imunitar

## Pregătire
Carnea de pasăre este ușor de preparat și este potrivită pentru aproape orice fel de mâncare sub toate formele:
- fiertă
- înăbușită
- prăjită
- coptă